# Dacriocistitis
La dacriocistitis és una inflamació del sac lacrimal, degut a l'obstrucció o infecció del conducte nasolacrimal. El terme deriva del grec dákryon (llàgrima), cysta (sac), i -itis (inflamació). Causa dolor, enrogiment i inflamació a la part interna de la parpella inferior i epífora. Quan l'obstrucció del conducte nasolacrimal és secundària a una obstrucció congènita es coneix com a dacriocistocele. És més comunament causada per Staphylococcus aureus i Streptococcus pneumoniae. La complicació més freqüent és la ulceració de la còrnia, sovint en associació amb S. pneumoniae.
Els pilars del tractament són els antibiòtics orals, compreses calentes, i l'alleujament de l'obstrucció del conducte nasolacrimal per dacriocistorrinostomia.